# ساموئل گونی
ساموئل گونی (انگلیسی: Samuel Goñi؛ زادهٔ ۱۰ فوریهٔ ۱۹۹۴) بازیکن فوتبال اهل اسپانیا است.